# Poëzat
Poëzat ist ein zentralfranzösischer Ort und eine Gemeinde (commune) mit 152 Einwohnern (Stand: 1. Januar 2022) im Département Allier im Norden der Region Auvergne-Rhône-Alpes. Sie gehört zum Arrondissement Vichy und zum Kanton Gannat.

## Lage
Poëzat liegt in der Landschaft des Bourbonnais etwa 20 Kilometer westsüdwestlich von Vichy. Umgeben wird Poëzat von den Nachbargemeinden Gannat im Norden und Nordwesten, Charmes im Osten und Nordosten sowie Saint-Genès-du-Retz im Süden und Westen.

## Bevölkerungsentwicklung
| Jahr                       | 1962 | 1968 | 1975 | 1982 | 1990 | 1999 | 2006 | 2011 | 2016 | 2019 |
| Einwohner                  | 99   | 97   | 103  | 108  | 127  | 129  | 113  | 125  | 146  | 151  |
| Quellen: Cassini und INSEE |      |      |      |      |      |      |      |      |      |      |

## Sehenswürdigkeiten
Siehe auch: Liste der Monuments historiques in Poëzat
- Kirche Saint-Julien (Monument historique)

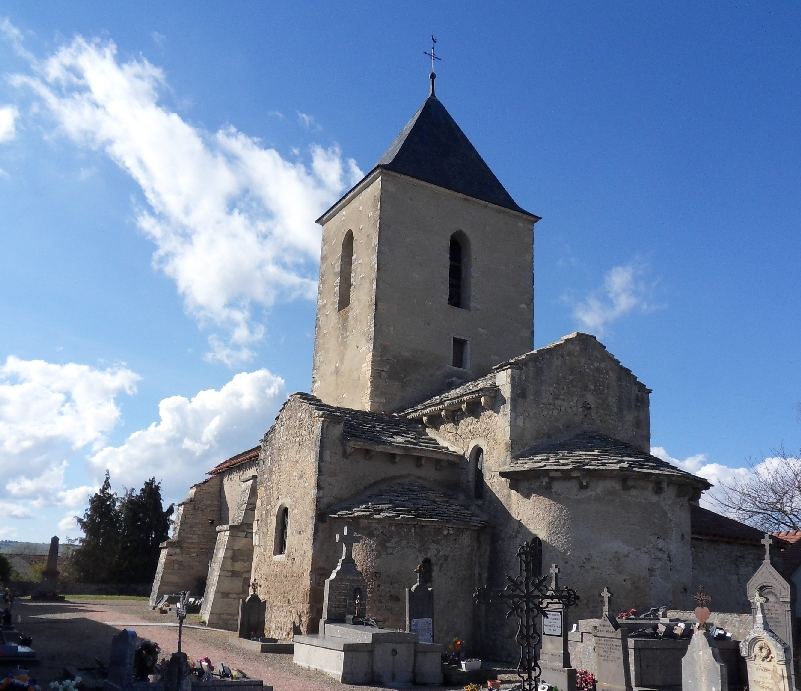
Kirche Saint-Julien

- Schloss Raynand